# ثقافة + سفر
هي مجلة سفر مقرها مدينة نيويورك، نشرتها لويز بلوين ميديا سيدة الأعمال الكندية، وأسسها جيمس ترومان مدير تحرير كوندي ناست السابق، أطلِقت في عام2006  مجلة مطبوعة نصف شهرية. دمجت لاحقًا في وسائل الإعلام الفنية ونمط الحياة، وأعيد إطلاقها منشورًا على الإنترنت في عام 2014، وقدمت مقالات أصلية وأدلة لوجهات السفر.
أراد ترومان، وهو في الأصل من نوتنغهام بإنجلترا، إطلاق مجلة فنية في كوندي ناست، ولكنه فشل في الحصول على دعم. ترك ترومان بعد ذلك كوندي ناست في يناير 2005 بعد 11 عامًا في دار النشر. بعد لقاء بلوين في لندن، عُيّنَ ترومان رسميًا في منصب الرئيس التنفيذي ومدير التحرير لشركة بلوين للاستثمار القابضة ال تي بي هولدنغ في أكتوبر 2005. كان يهدف في البداية إلى إطلاق مجلة جديدة للفنون والسفر في المملكة المتحدة، ولكنه انتقل إلى مانهاتن حيث أطلق العنوان الجديد، الثقافة والسفر، في أكتوبر 2006. كانت الرؤية التحريرية لترومان هي إنشاء «نظرة خاصة جدًا للسفر، للأشخاص الذين يسافرون لأنهم مهتمون بالفن والتاريخ والثقافة». كان المفهوم أن يكتب الفنانون مقالات، وأن يختار القيمون الفنيون الوجهات، بدلًا من توظيف صحفيي السفر ونقاد الطعام. بدأ النشر بستة موظفين بدوام كامل، مع تقديم معظم المحتوى بواسطة مترجمين مستقلين معروفين ومؤلفين وفنانين، ومنهم المؤلف الحائز على جوائز وكاتب السيناريو بيتر فيبلمان، والكاتب والناقد الأدبي ويليام زينسر، والمؤلف الأيرلندي الشهير جيمي أونيل، والناقد المعماري الأمريكي هربر تموشامب. كان لمجلة السفر الراقية توزيع أولي خاضع للرقابة قدره 60.000 مع عدم وجود مبيعات في كشك بيع الصحف، إذ تُسلًّم نسخ منها مباشرة إلى عدد صغير من القراء المتفانين.
أقيم حفل إطلاق مجلة في 26 سبتمبر 2006، وحضره صحفيون من نيويورك بوست، وتايمز، وأدويك، ونيويورك أوبزرفر، وإيل في أحد أبراج المهندس المعماري ريتشارد مايرويست ستريت، داخل منزل لويز بلوين. أخرجت إميليكروفورد -المديرة الإبداعية السابقة لشركة ترافل+ ليشر- النسخة الأولى من المجلة، التي وُصفت بأنها «مصممة بنحو رائع». بعد إطلاق الإصدار الأول من كلجر اند ترافل، تنحى ترومان عن منصبه بعد عام واحد بوصفه رئيسًا تنفيذيًا في أكتوبر.2006
2006-2008:
نُصِّب مايكل بودرو -وهو مدير تحرير سابق في إيل ديكور- رئيس تحرير، وأشرف على تغيير الاسم من الثقافة والسفر إلى الثقافة + السفر، وأعيد تصميمها في أكتوبر 2007، الذي شهد منح المجلة جائزة الجدارة لمجلة العام في عام 2009 من جمعية مصممي النشر، إضافةً إلى الميدالية الذهبية للمديرة الإبداعية إميليكروفورد والرسامة بالينتزاكو لغلاف مايو/يونيو 2008 بعنوان «أوروبا».
خلال عامي 2007 و2008، اكتسبت المجلة مجموعة من المتابعين، فقد اكتسبت صورها المورقة ووجهاتها غير المعتادة سمعة بوصفها «مجلة للأشخاص الذين يحبون الفنون ويسافرون بشغف». كان من بين المساهمين البارزين المصور والفنان جيل جرينبيرج، والناقد الأدبي الأمريكي دافني ميركين، والصحفي الكندي غرايم وود، والروائي الهولندي أرنون جرونبرج، والرسام مايراكالمان، والموسيقي الكندي جيمي جيمس، والكاتب والروائي الأيرلندي كولوم ماكان، والمصورون الأمريكيون المشهورون نان جولدين وكاثرين باركر ألمناس.
كتب الصحفي جوشوا بيرمان، المبدع الأصلي لجائزة الأوسكار وفيلم سيناريو وفيلم أرغو الحائز على جائزة جولدن جلوب، ميزة الغلاف في مارس 2008 عن الثقافة اليابانية. ومن بين المساهمين الآخرين في الإصدار نفسه الكاتب والصحفي البريطاني فيفيان جولدمان، والمؤلف الأمريكي والمحرر المشارك لمجلة ذا بليفيى هايدي جولافيتس. منذ عام2008، نُقلت المجلة عبر الإنترنت لتغدو جزءًا من مجلة أرتانفو.